# Bitwa morska pod Samotraką
Bitwa morska pod Samotraką – starcie zbrojne, które miało miejsce 20 września 1698 podczas wojny wenecko-tureckiej (1683–1699), będącej częścią ogólnoeuropejskich zmagań w ramach wojny Turcji z Ligą Świętą.
Bitwa stoczona została w pobliżu wyspy Samotraki na Morzu Egejskim. Starły się ze sobą flota wenecka (4 wielkie okręty i 16 mniejszych) oraz flota turecka wsparta przez Tunezję i Trypolis (32 okręty, w tym 25 tureckich). Bitwa była nierozstrzygnięta, a Wenecjanie stracili 299 zabitych i 622 rannych.